# Приморски Алпи (римска провинция)
Приморски Алпи (на латински: Alpes Maritimae) е името на една от трите малки провинции на Римската империя, разположени по протежението на границата между днешните Италия и Франция. Основното ѝ предназначение е поддържането на пътя през алпийските проходи. Провинцията граничи с Нарбонска Галия на запад, Котски Алпи на север и Италия на изток. Основана през 14 пр.н.е. от император Октавиан Август. Нейна столица е град Цеменелум (на латински: Cemenelum) – понастоящем градски район на Ница, Франция.
- Алпийският трофей на Октавиан
- Цеменелум
- Римска баня, Ница
- Арена в Ница